# KChart
KChart — свободный редактор диаграмм, входящий в состав проектов KOffice и KDE.

## Свойства
KChart позволяет составлять несложные диаграммы нескольких видов (гистограммы, радиальные, линейные и пр.), которые можно вставлять в другие программы KOffice, а также сохранять в форматах KChart Document, SVG, PNG, JPEG и др.